# Glomera carnea
Glomera carnea är en orkidéart som beskrevs av Johannes Jacobus Smith. Glomera carnea ingår i släktet Glomera och familjen orkidéer. Inga underarter finns listade i Catalogue of Life.